# Lista de prefeitos de Poções
Esta página é uma lista de prefeitos do município de Poções e apresenta as pessoas que foram empossadas como prefeito ou intendente para o executivo municipal, quer tenham sido indicadas por autoridades competentes, conforme as leis vigentes da época, quer tenham sido eleitas por voto direto ou não. Estão listadas as que exerceram cargos de forma integral ou não; inclui também os substitutos que por qualquer razão tenham assumido o cargo. Compreende o período imperial até a Sexta República
(período político atual). Durante o período imperial não havia o cargo de prefeito, suas atribuições homólogas eram exercidas pelo presidente da câmara municipal, o vereador mais votado.

## Período imperial (1822–1889)
| Período imperial (1822–1889) |                                    |        |         |                     |                                                     |      |
| Nº                           | Nome                               | Imagem | Partido | Início do mandato   | Fim do mandato                                      | Ref. |
| 1                            | Cel. Raymundo Pereira de Magalhães |        | —       | 23 de abril de 1883 | Continuou o mandato após a proclamação da República |      |

## Período republicano (1889–2028)
Da Primeira República até a Quarta.

PC do B

| Primeira República (1889–1930)                        |                                                                                              |                       |                                                                                      |                         |                                         |                                                                       |
| Nº                                                    | Nome                                                                                         | Imagem                | Partido                                                                              | Início do mandato       | Fim do mandato                          | Ref.                                                                  |
| 1                                                     | Raymundo Pereira de Magalhães                                                                |                       | Partido Republicano Progressista PRP                                                 | 15 de novembro de 1889  | 7 de abril de 1891                      | Continuação do mandato iniciado no período Imperial                   |
| 2                                                     | João Arquimino Fagundes de Souza                                                             |                       | Partido Republicano Progressista PRP                                                 | 8 de abril de 1891      | 29 de maio de 1898                      | Intendente nomeado pelo Governador do Estado                          |
| 3                                                     | Affonso Henriques Pereira de Magalhães                                                       |                       | Partido Republicano Progressista PRP                                                 | 30 de maio de 1898      | 16 de setembro de 1903                  | Intendente nomeado pelo Governador do Estado                          |
| —                                                     | Município extinto                                                                            |                       | —                                                                                    | 17 de setembro de 1903  | 19 de maio de 1918                      | Poções passa a ser distrito quando a sede é transferida para Boa Nova |
| 4                                                     | José Henrique Pereira França                                                                 |                       | Partido Municipalista Brasileiro PMB                                                 | 20 de maio de 1918      | 13 de maio de 1921                      | Intendente nomeado pelo Governador do Estado                          |
| —                                                     | Município extinto                                                                            |                       | —                                                                                    | 14 de maio de 1921      | 28 de setembro de 1922                  | Poções passa novamente a ser distrito de Boa Nova                     |
| 5                                                     | José Henrique Pereira França                                                                 |                       | Partido Municipalista Brasileiro PMB                                                 | 29 de setembro de 1922  | 29 de outubro de 1825                   | Intendente nomeado pelo Governador do Estado                          |
| 6                                                     | João Batista França                                                                          |                       | Partido Municipalista Brasileiro PMB                                                 | 30 de outubro de 1825   | 15 de dezembro de 1928                  | Intendente nomeado pelo Governador do Estado                          |
| 7                                                     | Antônio José de Macedo                                                                       |                       | Partido Municipalista Brasileiro PMB                                                 | 14 de dezembro de 1928  | 3 de novembro de 1930                   | Intendente nomeado pelo Governador do Estado                          |
| Segunda e Terceira República — Era Vargas (1930–1945) |                                                                                              |                       |                                                                                      |                         |                                         |                                                                       |
| —                                                     | Inácio Soares Bulhões                                                                        |                       | Partido Republicano Trabalhista PRT                                                  | 4 de novembro de 1930   | 31 de dezembro de 1930                  | Presidente da Junta Governativa Provisória                            |
| 8                                                     | Odilon Temístocles dos Santos                                                                |                       | Partido Republicano Democrático PRD                                                  | 1º de janeiro de 1931   | 31 de dezembro de 1931                  | Prefeito nomeado pelo Governador do Estado                            |
| 9                                                     | Manoel Emiliano Moreira de Andrade                                                           |                       | Partido Republicano Baiano PRB                                                       | 1º de janeiro de 1932   | 3 de março de 1936                      | Prefeito nomeado pelo Governador do Estado                            |
| 10                                                    | Homero Dantas Moreira                                                                        |                       | Partido Popular PP                                                                   | 4 de março de 1936      | 18 de novembro de 1936                  | Prefeito nomeado pelo Governador do Estado                            |
| 11                                                    | Francisco Peixoto Jr.                                                                        |                       | Partido Social Democrático PSD                                                       | 19 de novembro de 1936  | 4 de julho de 1945                      | Prefeito nomeado pelo Governador do Estado                            |
| Quarta República (1945–1964)                          |                                                                                              |                       |                                                                                      |                         |                                         |                                                                       |
| 12                                                    | Eurico Alves Boaventura                                                                      |                       | Partido Republicano PR                                                               | 5 de julho de 1945      | 1º de novembro de 1945                  | Prefeito nomeado pelo Governador do Estado                            |
| 13                                                    | Júlio da Rocha e Silva                                                                       |                       | Partido Republicano PR                                                               | 2 de novembro de 1945   | 3 de julho de 1946                      | Prefeito nomeado pelo Governador do Estado                            |
| 14                                                    | Antonio Florêncio Costa                                                                      |                       | União Democrática Nacional UDN                                                       | 4 de julho de 1946      | 7 de janeiro de 1947                    | Prefeito nomeado pelo Governador do Estado                            |
| 15                                                    | João Batista dos Santos Jr.                                                                  |                       | Partido Republicano PR                                                               | 8 de janeiro de 1947    | 26 de dezembro de 1947                  | Prefeito nomeado pelo Governador do Estado                            |
| 16                                                    | Fernando Antônio Costa                                                                       |                       | União Democrática Nacional UDN                                                       | 27 de dezembro de 1947  | 15 de abril de 1951                     | Prefeito eleito em sufrágio universal                                 |
| 17                                                    | Alcides da Silva Fagundes (1898-1969)                                                        |                       | União Democrática Nacional UDN                                                       | 15 de abril de 1951     | 15 de abril de 1955                     | Prefeito eleito em sufrágio universal                                 |
| 18                                                    | Aloysio Euthalio da Rocha                                                                    |                       | União Democrática Nacional UDN                                                       | 15 de abril de 1955     | 7 de abril de 1959                      | Prefeito eleito em sufrágio universal                                 |
| 19                                                    | Olímpio Lacerda Rolim (28.09.1908–31.12.1990)                                                |                       | Partido Social Democrático PSD                                                       | 7 de abril de 1959      | 7 de abril de 1963                      | Prefeito eleito em sufrágio universal                                 |
| 20                                                    | Aníbal Gonçalves de Carvalho                                                                 |                       | União Democrática Nacional UDN, sem partido, Aliança Renovadora Nacional ARENA       | 7 de abril de 1963      | 7 de abril de 1967                      | Prefeito eleito em sufrágio universal                                 |
| Quinta República (1964–1985)                          |                                                                                              |                       |                                                                                      |                         |                                         |                                                                       |
| 21                                                    | Pedro Alves Cunha                                                                            |                       | Aliança Renovadora Nacional ARENA                                                    | 7 de abril de 1967      | 7 de abril de 1971                      | Prefeito eleito em sufrágio universal                                 |
| 22                                                    | Arnulfo Ramos Silva                                                                          |                       | Aliança Renovadora Nacional ARENA                                                    | 7 de abril de 1971      | 1º de fevereiro de 1973                 | Prefeito eleito em sufrágio universal                                 |
| 23                                                    | Pedro Alves Cunha                                                                            |                       | Aliança Renovadora Nacional ARENA                                                    | 1º de fevereiro de 1973 | 1º de fevereiro de 1977                 | Prefeito eleito em sufrágio universal                                 |
| 24                                                    | Octávio José Curvêlo (03.06.1912–06.10.1984)                                                 |                       | Aliança Renovadora Nacional ARENA, sem partido, Partido Democrático Social PDS       | 1º de fevereiro de 1977 | 1º de fevereiro de 1983                 | Prefeito eleito em sufrágio universal                                 |
| 25                                                    | Eurípedes Rocha Lima Eurípedes (Poções, BA, 24.07.1926–Vitória da Conquista, BA, 17.09.2013) |                       | Partido Democrático Social PDS                                                       | 1º de fevereiro de 1983 | 1º de janeiro de 1989                   | Prefeito eleito em sufrágio universal                                 |
| Sexta República, ou Nova República (1985–presente)    |                                                                                              |                       |                                                                                      |                         |                                         |                                                                       |
| 26                                                    | Antônio Edvaldo Macêdo Mascarenhas, Tonhe Gordo (Poções, BA, 13.04.1953–17.08.2001)          |                       | Partido Democrático Trabalhista PDT, sem partido, Partido Trabalhista Brasileiro PTB | 1º de janeiro de 1989   | 1º de janeiro de 1993                   | Prefeito eleito em sufrágio universal                                 |
| 27                                                    | João Bôsco Godeiro de Freitas, João Bôsco (Patu, RN, 22.11.1943–Salvador, BA, 21.03.2014)    |                       | Partido Liberal PL                                                                   | 1º de janeiro de 1993   | 1º de janeiro de 1997                   | Prefeito eleito em sufrágio universal                                 |
| 28                                                    | Antônio Edvaldo Macêdo Mascarenhas, Tonhe Gordo (Poções, BA, 13.04.1953–17.08.2001)          |                       | Partido Trabalhista Brasileiro PTB                                                   | 1º de janeiro de 1997   | 17 de agosto de 2001                    | Prefeito eleito em sufrágio universal                                 |
| 29                                                    | Almino Alves Viana, Dr. Almino (Solânea, PB, 29.07.1952–)                                    |                       | Partido Trabalhista Brasileiro PTB, sem partido, Partido da Frente Liberal PFL       | 17 de agosto de 2001    | 1º de janeiro de 2005                   | Prefeito eleito em sufrágio universal                                 |
| 29                                                    | Almino Alves Viana, Dr. Almino (Solânea, PB, 29.07.1952–)                                    | 1º de janeiro de 2005 | Partido Trabalhista Brasileiro PTB, sem partido, Partido da Frente Liberal PFL       | 1º de janeiro de 2009   | Prefeito reeleito em sufrágio universal |                                                                       |
| 30                                                    | Luciano Araújo Mascarenhas, Luciano de Tonhe Gordo (Vitória da Conquista, BA, 18.12.1981–)   |                       | Partido Trabalhista Brasileiro PTB                                                   | 1º de janeiro de 2009   | 1º de janeiro de 2013                   | Prefeito eleito em sufrágio universal                                 |
| 31                                                    | Otto Wagner de Magalhães, Otto (Poções, BA, 17.03.1950–)                                     |                       | Partido Comunista do Brasil PC do B                                                  | 1º de janeiro de 2013   | 1º de janeiro de 2017                   | Prefeito eleito em sufrágio universal                                 |
| 32                                                    | Leandro Araújo Mascarenhas, Léo (Vitória da Conquista, BA, 01.05.1979–)                      |                       | Partido Trabalhista Brasileiro PTB                                                   | 1º de janeiro de 2017   | 1º de janeiro de 2021                   | Prefeito eleito em sufrágio universal                                 |
| 33                                                    | Irenilda Cunha de Magalhães, Dona Nilda (Santa Inês, BA, 09.05.1961–)                        |                       | Partido Comunista do Brasil PC do B                                                  | 1º de janeiro de 2021   | 1º de janeiro de 2025                   | Prefeita eleita em sufrágio universal                                 |
| 33                                                    | Irenilda Cunha de Magalhães, Dona Nilda (Santa Inês, BA, 09.05.1961–)                        | 1º de janeiro de 2025 | Partido Comunista do Brasil PC do B                                                  | Atualidade              | Prefeita reeleita em sufrágio universal |                                                                       |